# Paramount Miami Worldcenter
Le Paramount Miami Worldcenter est un gratte-ciel résidentiel à Miami aux États-Unis. Il s'élève à 210 mètres.